# Берта Холандска
Берта Холандска (на френски: Berthe de Hollande; * ок. 1058; † 30 юли 1093, Монтрьо-сюр-Мер, Па дьо Кале, Франция) e кралица на Франция в периода 1072 – 1092 година.

## Произход и ранни години
Берта е дъщеря на граф Флоренс I Холандски († 1061, убит), граф на Западна Фризия и Холандия, и Гертруда Саксонска († 1113) от фамилята Билунги, дъщеря на Бернхард II, херцог на Саксония, и Ейлика, дъщеря на Хайнрих, маркграф на Швайнфурт.
Бащата на Берта умира на 18 юни 1061 година, когато тя е на 3 години. Нейната майка Гертруда през 1063 година отново се омъжва за Роберт I Фризиец, малкият син на Балдуин V Благочестиви, граф на Фландрия, който обезпечава грижата за нейните деца и става регент на Западна Фризия, за това е наречен Роберт Фризки. През 1071 година Дитрих/Дирк V (1052 – 1091), най-възрастният брат на Берта, става пълнолетен и сам започва да управлява Фризия, получавайки титула граф на Холандия.

## Кралица на Франция
През 1072 г. Берта се свързва с брак с Филип I Френски, крал на Франция от династия Капетинги, син на крал Анри I и Анна Ярославна, малка дъщеря на киевския княз Ярослав Мъдри и Ингегерда Шведска, с което се подкрепя съюзът, сключен с доведения ѝ баща Роберт I.
Въпреки че бракът носи наследник на короната – Луи VI, Филип се влюбва в Бертрада дьо Монфор, съпругата на граф Фулк Анжу, разделя се с Берта и на 15 май 1092 г. се жени за 22-годишната Бертрад (Бертрада).
Берта се оттегля в Монтрьо-сюр-Мер, Па дьо Кале, където умира следващата година.

## Деца
Берта и Анри имат децата:
- Констанция (1078 — 14 септември 1126) – 1-ви брак: (от 1094 година) Хуго (Юг) I Шампански, граф Шампан, Троа и Мо; 2-ри брак: (от 1106 година) с Боемунд I Антиохийски (1054 —17 март 1111), княз на Антиохия, един от вождовете на Първия кръстоносен поход.
- Луи VI Дебели (1 декември 1081 — 1 август 1137), крал на Франция от 1108 година.